# Пам'ятник Андрію Туполєву (Казань)
Пам'ятник Андрію Туполєву, радянському авіаконструктору, тричі Герою Соціалістичної Праці. Пам'ятник було відкрито 4 червня 2014 року.

## Історія створення
Ініціатором встановлення пам'ятника виступили підприємства авіаційного комплексу КАВО імені Горбунова та підприємство «Туполєв». До авторського колективу зі створення монумента входили скульптор Олександр Кіслов та архітектор Герман Бакулін. Виливка пам'ятника була доручена майстрам підприємства ТОВ «Експериментальний завод ВКНДІВОЛТ».
Участь у проєкті взяли багато підприємств міста. За Виконкомом Казані було закріплено питання реконструкції скверу на вулиці Гагаріна, внаслідок чого було проведено благоустрій території парку, озеленення, оновлено освітлення, облаштовано пішохідні доріжки, відремонтовано та пофарбовано огорожі. Крім цього, у сквері було встановлено дитячий ігровий майданчик, лави та урни.

## Опис
Пам'ятник Туполєву розташований у сквері на перетині вулиць Декабристів, Гагаріна та Корольова. Туполєв стоїть у відкритому костюмі з краваткою у жилеті, тримаючи у правій руці модель літака «Ту-22М3», а в лівій — згорнуті креслення. На постаменті пам'ятника розміщено гранітну дошку з вигравіруваними на ній трьома медалями «Серп і Молот» Героя Соціалістичної Праці, а під ними напис: «Авіаконструктор Андрій Миколайович Туполєв (рос. Авиаконструктор Андрей Николаевич Туполев)». З лівого боку, за пам'ятником знаходиться стела з профілем Леніна та гаслом «ПЕРЕМОГА КОМУНІЗМУ НЕМИНУЧА (рос. ПОБЕДА КОММУНИЗМА НЕИЗБЕЖНА)».

## Відкриття
Спочатку відкриття пам'ятника було заплановано на 12 листопада 2013 року до 125-ї річниці від дня народження Туполєва, але скульптор Олександр Кіслов не встиг закінчити роботу до цього часу, і тому відкриття монумента довелося відкласти.
Урочиста церемонія відкриття пам'ятника відбулася 4 червня 2014 року. У ній взяли участь міністр оборони Російської Федерації Сергій Шойгу, президент Татарстану Рустам Мініханов, голова Об'єднаної авіабудівної корпорації Михайло Погосян, мер Казані Ільсур Метшин та онук авіаконструктора Андрій Олексійович Туполєв.